# Elaphoglossum heringeri
Elaphoglossum heringeri är en träjonväxtart som beskrevs av Alexander Curt Brade. Elaphoglossum heringeri ingår i släktet Elaphoglossum och familjen Dryopteridaceae. Inga underarter finns listade.